# Matsoni

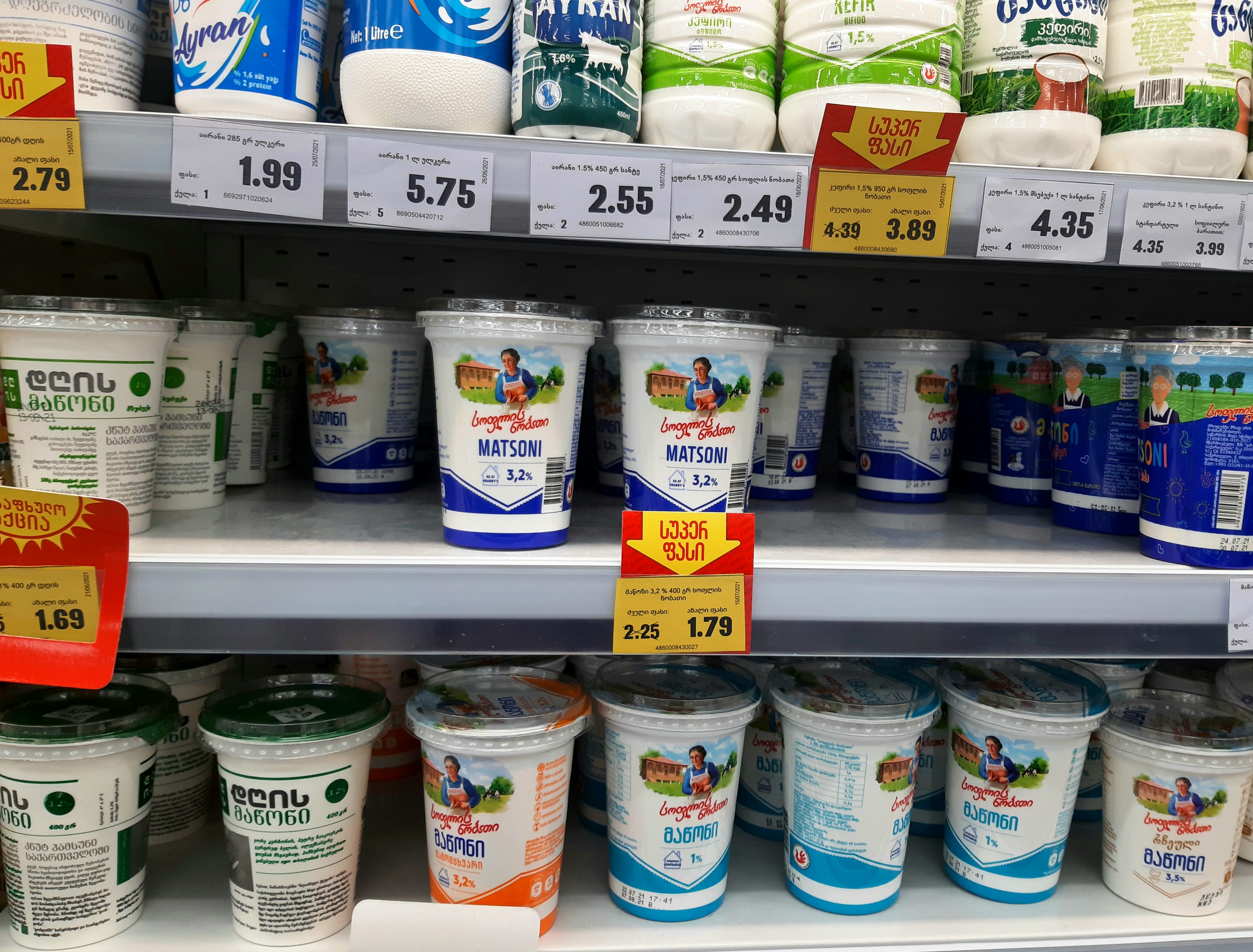

Matsoni, também transliterado como “matzoon” ou “mazun”, é um iogurte de origem arménia, feito com leite de ovelha, cabra, vaca, búfala, ou uma mistura, fermentado com lactobacilos, estreptococos e uma levedura. 